# Femhundrarådet

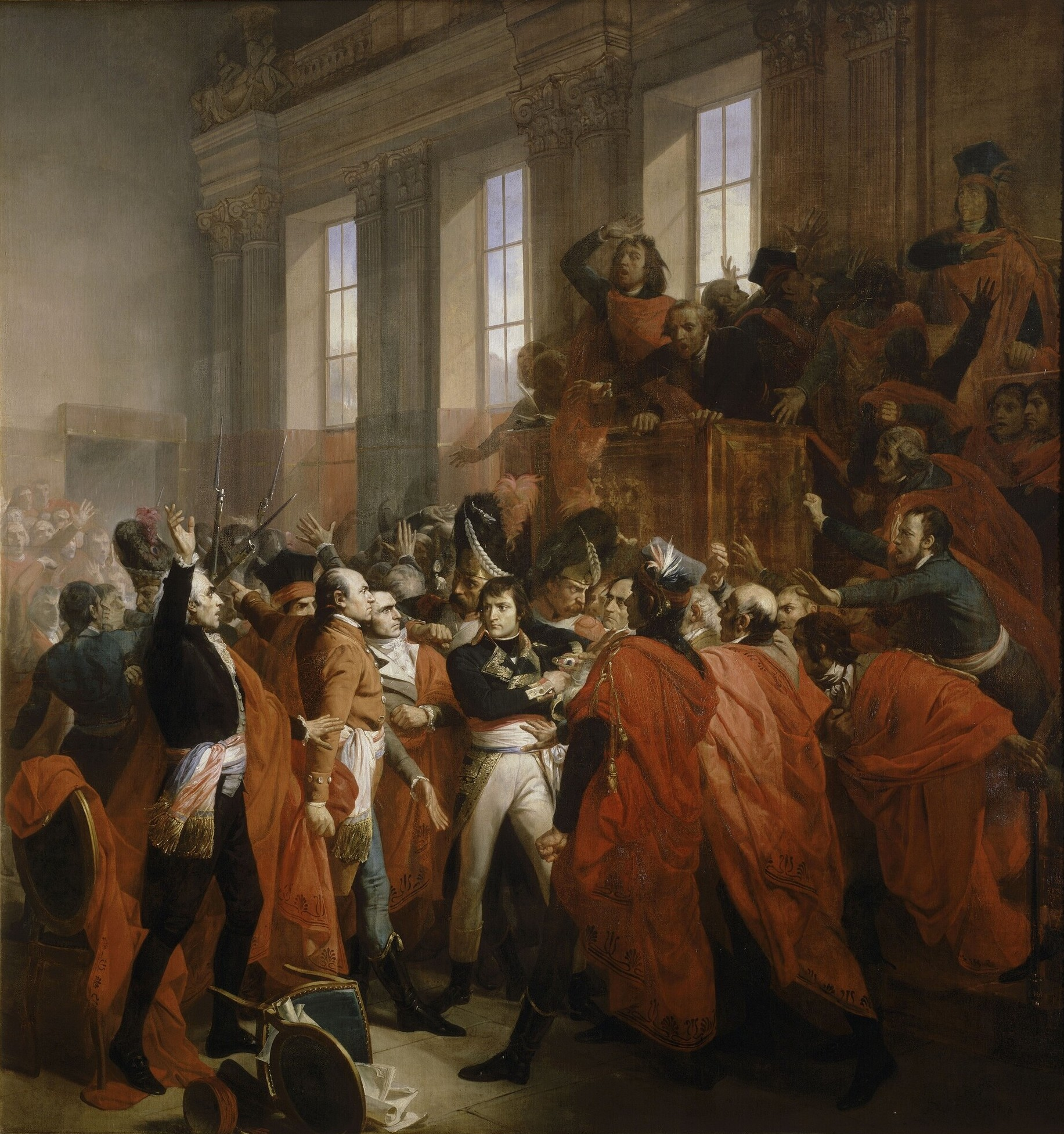
Napoleon Bonaparte omgiven av medlemmar i Conseil des Cinq-Cents vid Brumairekuppen.

Femhundrarådet (De femhundras råd, fr. Conseil des Cinq-Cents), den ena av de båda kamrar (den andra hette De gamles råd, fr. Conseil des Anciens), som bildade nationalrepresentationen i Frankrike under direktoriet från år IV (1795) till år VIII (1799). 